# Калаші (Местійський муніципалітет)
Калаші (груз. კალაში) — село в Грузії.
За даними перепису населення 2014 року в селі проживає 26 осіб.